# بلدة أماندا (مقاطعة فيرفيلد)
بلدة أماندا هي واحدة من ثلاث عشرة بلدة في مقاطعة فيرفيلد، أوهايو، الولايات المتحدة. اعتبارًا من تعداد 2010، كان عدد السكان 2706.

## الاسم والتاريخ
أخذت بلدة أماندا اسمها من حصن أماندا. على مستوى الولاية، توجد ضواحي أماندا الأخرى في مقاطعتي ألين وهانكوك.

## روابط خارجية
- موقع المقاطعة